# Pòlatsk

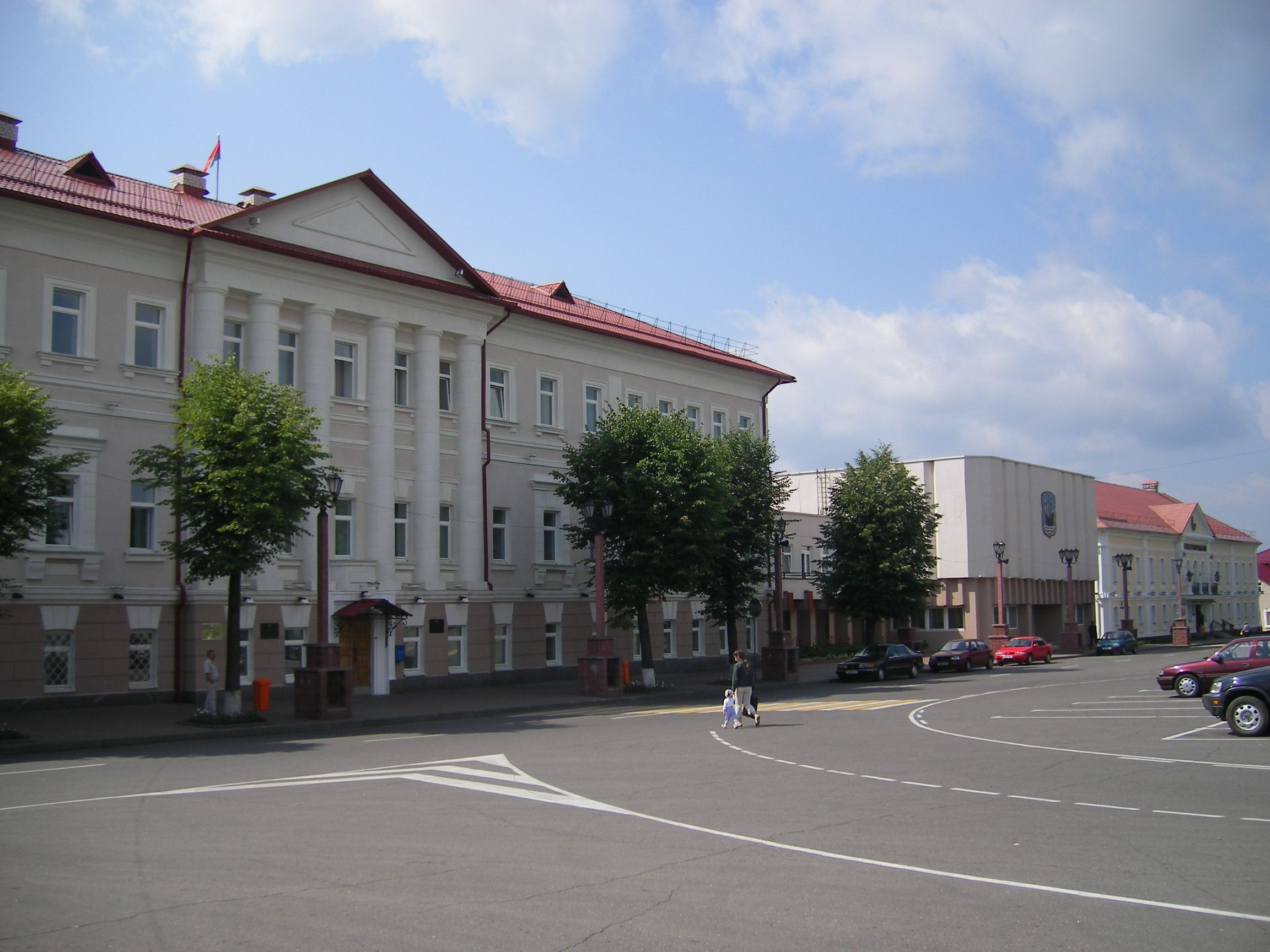
Plaça de la Llibertat

Plànol

Pòlatsk (belarús: По́лацк, rus: По́лоцк Pólotsk, polonès: Połock) és una històrica ciutat de Belarús situada a la vora del riu Dvina occidental. Té més de 80.000 habitants (2009). Compta amb aeroport i durant la Guerra Freda va ser seu de la base aèria de Borovitsy.

## Història

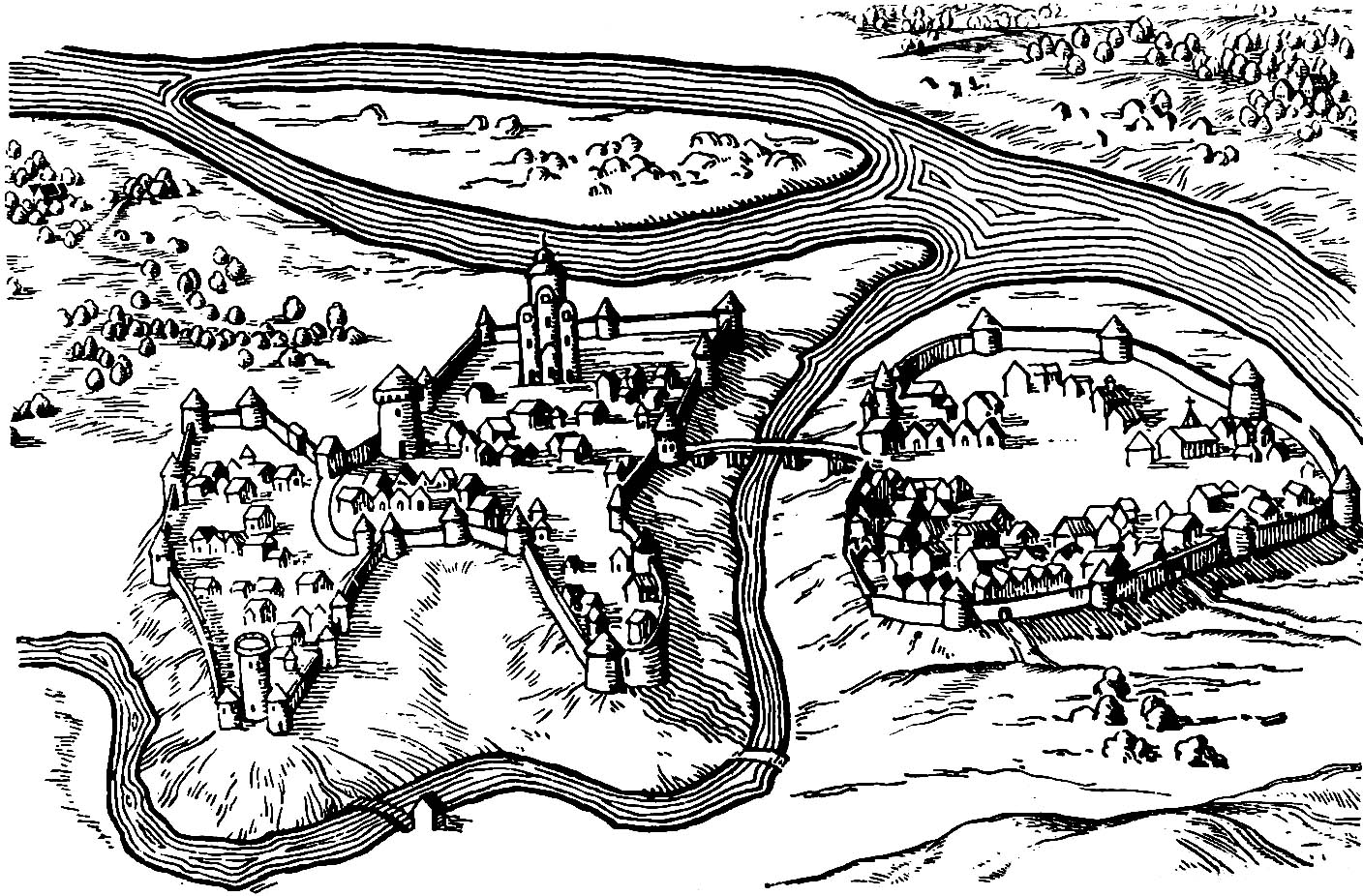
Polotsk al.

En antic eslau oriental el nom de Polotesk, deriva del riu Polota. Els Vikings en deien Palteskja.
Una saga nòrdica descriu aquesta ciutat com la més fortificada de tot el Rus de Kiev.
El Principat de Polotsk va ser el centre dominant de poder de l'actual Belarús i amb un paper menor per al Principat de Turov al sud. El seu governant més poderós va ser el Príncep Vseslav Bryachislavich, que regnà entre 1044 i 1101.

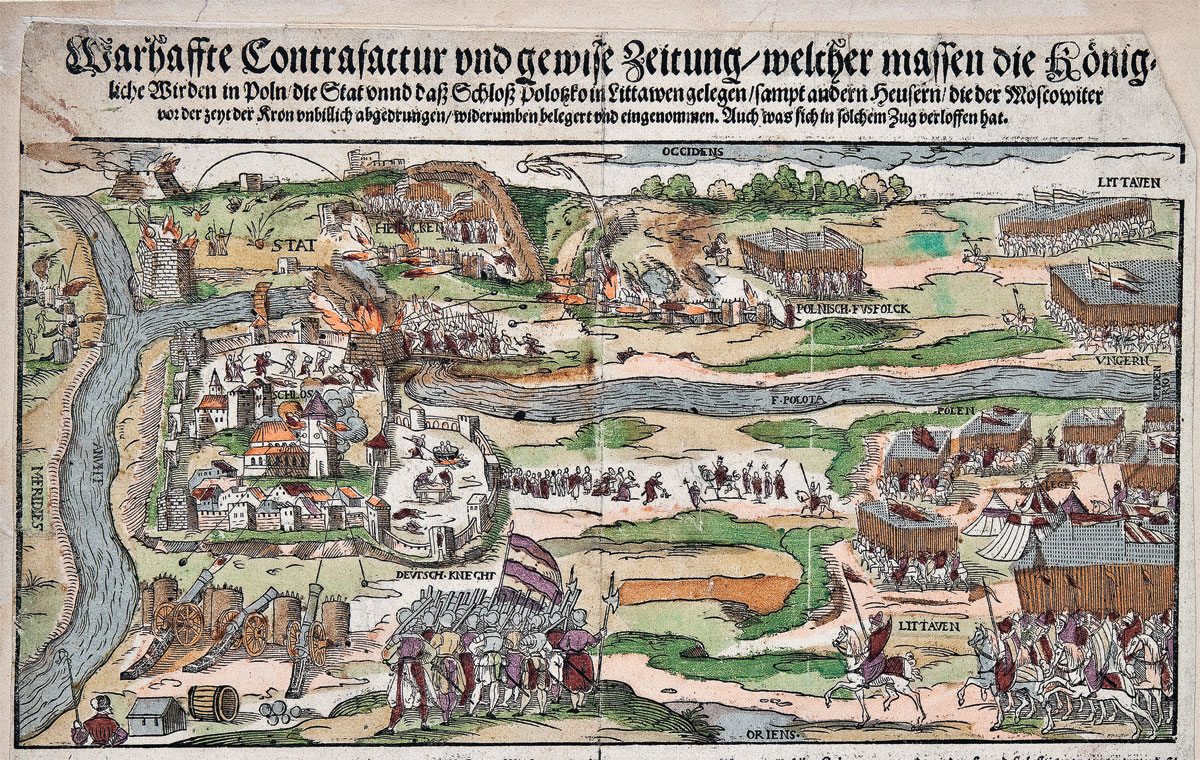
Setge de Polotsk el 1579

El 1240, Polotsk va esdevenir vassall dels prínceps lituans. Vytenis s'annexà la ciutat el 1307. Va ser incorporada al Gran Ducat de Lituània. Els Drets de Magdeburg van ser adoptats el 1498. Polotsk va ser la capital del voivodat de Połock de l'Associació Polonesa-Lituana fins al 1772. Capturada per l'exèrcit rus del tsar Ivà el Terrible el 1563, va tornar 15 anys després al Gran Ducat de Lituània. El juny de 1654 va ser tornada a capturar pels russos i recapturada pels polonesos els 1660.
Després de la partició de Polònia Polotsk va esdevenir una petita ciutat de l'Imperi Rus. Durant la invasió francesa hi van tenir lloc dues batalles.
Polotsk va ser ocupada pels nazis entre el 16 de juliol de 1941 i el 4 de juliol de 1944

## Persones notables relacionades amb Polatsk
- Eufrosine de Polatsk
- Rogvolod
- Rogneda de Pólotsk
- Vseslav de Pólotsk
- Sofia de Minsk, Reina de Dinamarca
- Andrei de Pólotsk
- Simeó de Pólotsk
- Francisk Skarina
- Mari Antin
- Gabriel Lenkiewicz

## Galeria

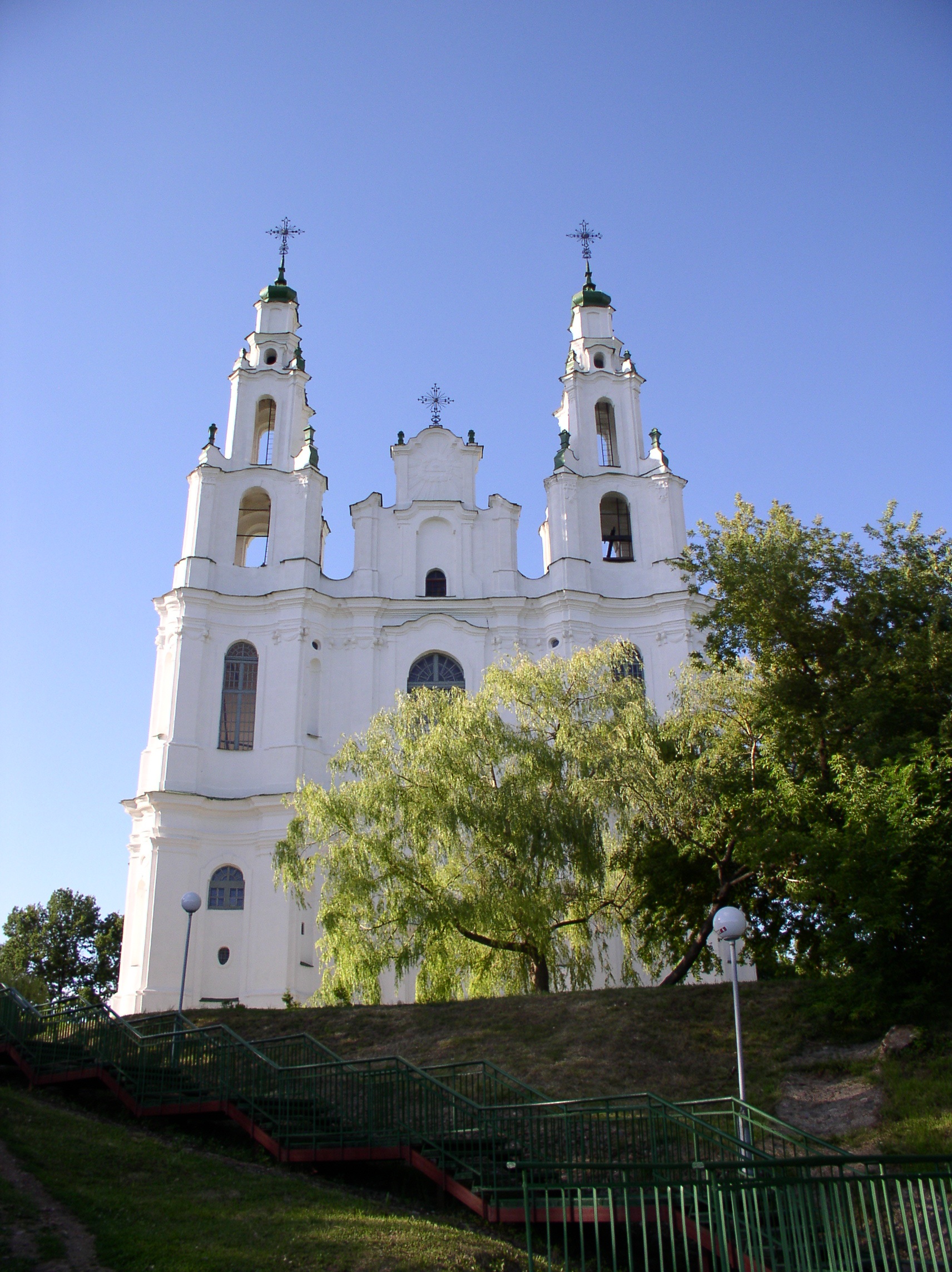
Catedral de Santa Sofia
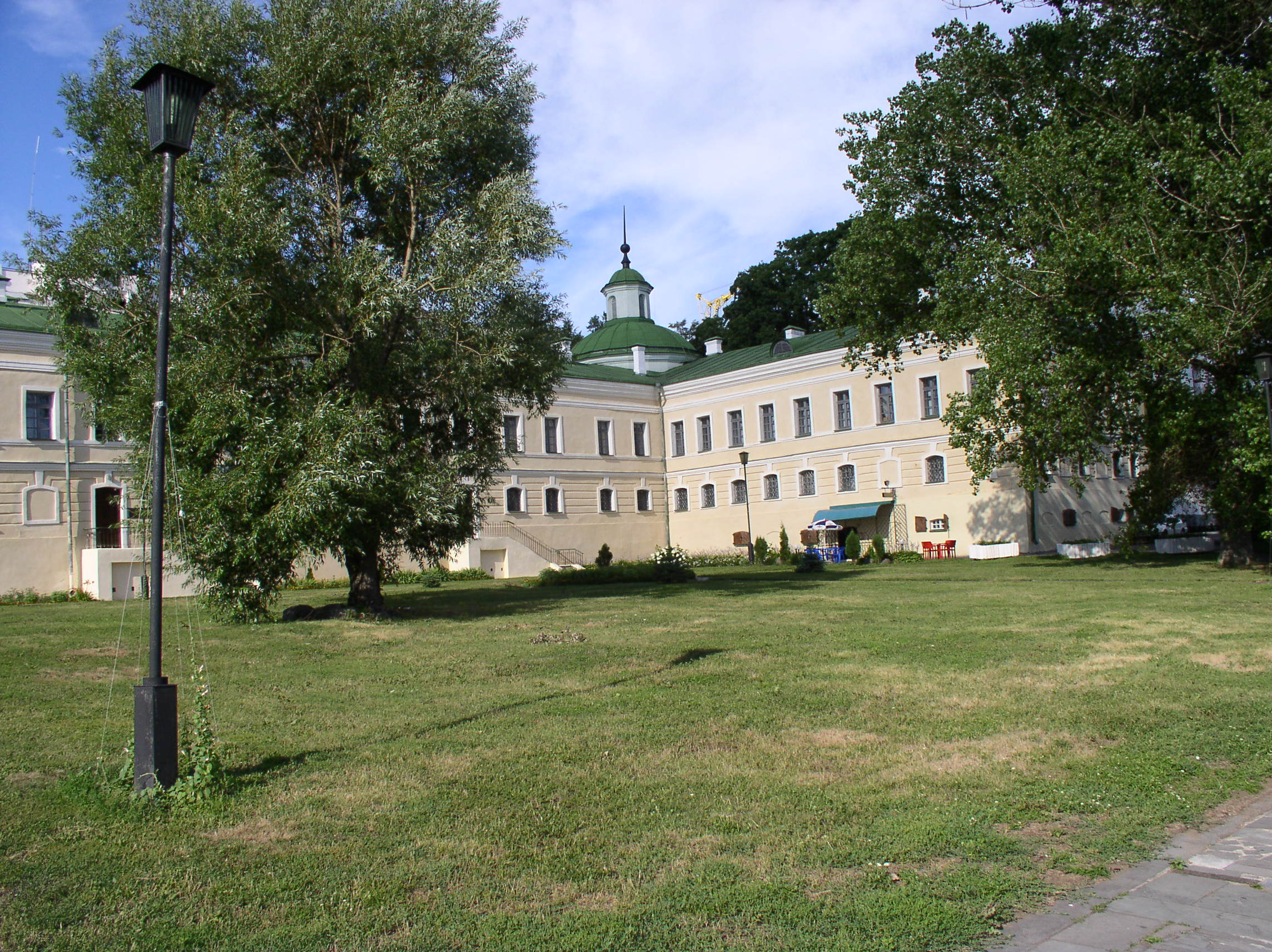
Convent Bogoyavlensky
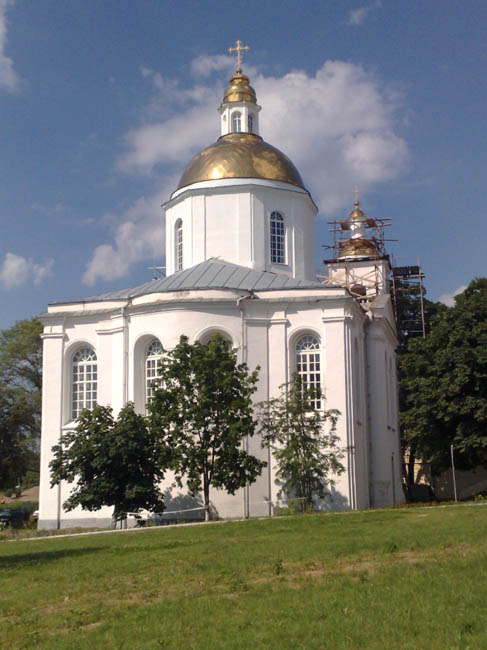
Bogoyavlensky Catedral
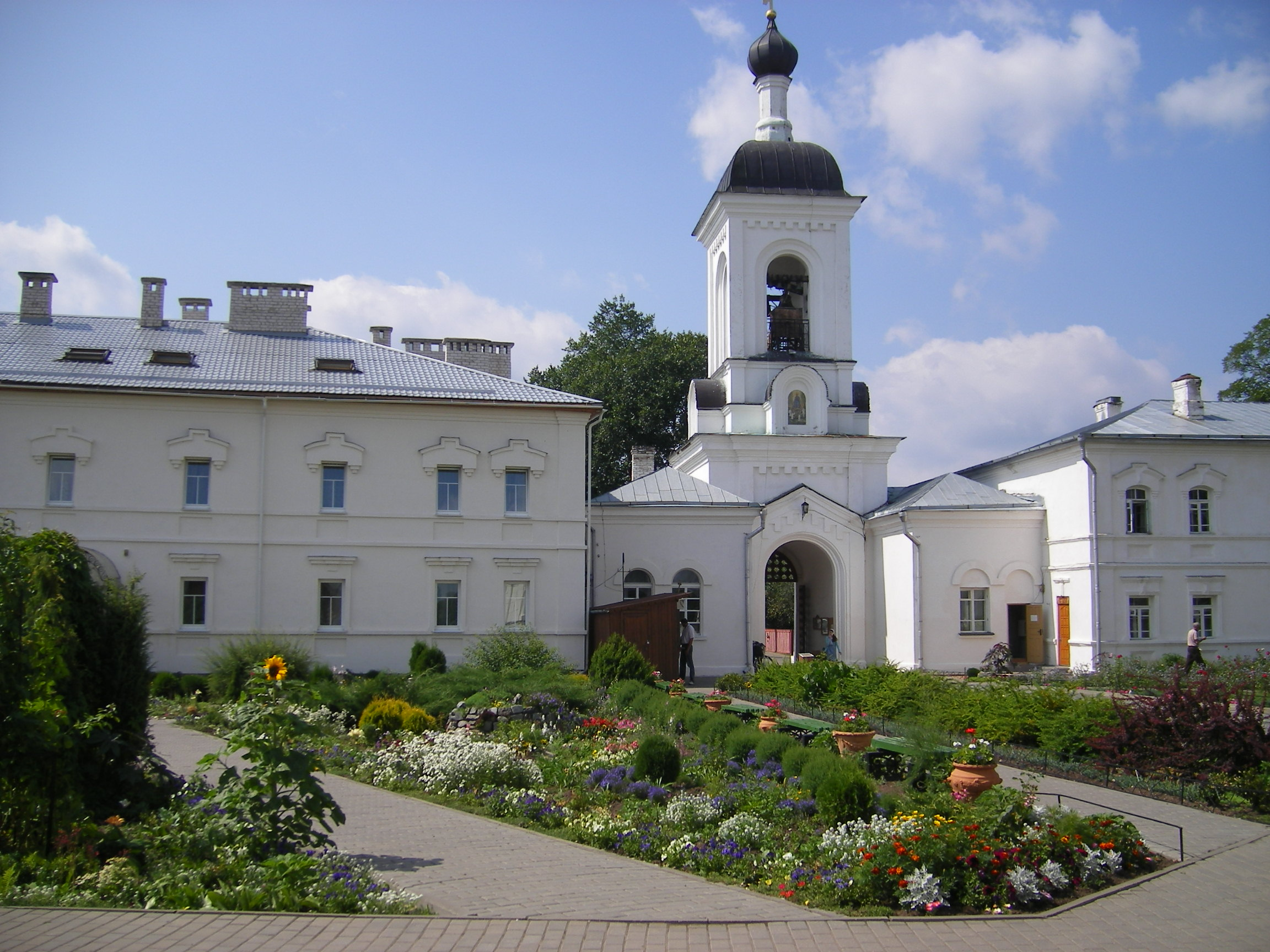
Convent de Sant Euphrosyne
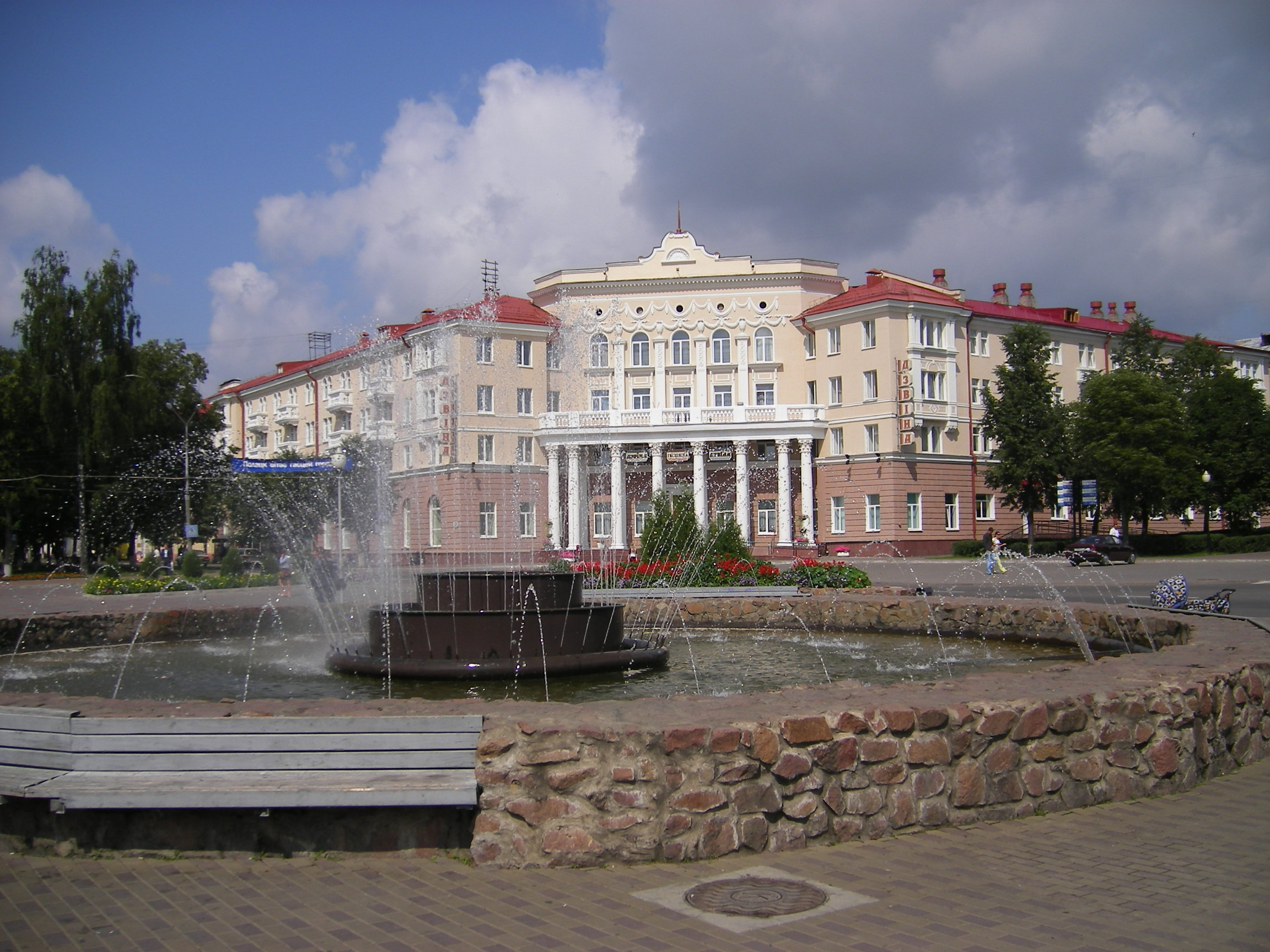
Plaça principal de Polotsk amb l'Hotel Dzvina